# ثلاثي برومو ميتاكريزول
ثلاثي برومو ميتاكريزول هو مضاد فطري. لديه نشاط واسع الطيف مضاد للفطريات.

## الاستعمال الطبي
يستخدم كمضاد للفطريات لمعالجة التهابات الجلد والالتهابات الفطرية المخاطية. قبل الاستخدام استشر طبيبك الذي سوف يحدد الجرعة المطلوبة.

## الآثار غير المرغوب فيها
عدم الراحة، والحكة.